# Neomys
Neomys (Kaup, 1829) è un genere di toporagni della famiglia dei Soricidi comunemente noti come toporagni d'acqua.

## Descrizione

### Dimensioni
Al genere Neomys appartengono toporagni di piccole dimensioni, con lunghezza della testa e del corpo tra 67 e 96 mm, la lunghezza della coda tra 45 e 77 mm e un peso fino a 18 g.

### Caratteristiche craniche e dentarie
Il cranio è robusto, con un rostro allungato ed appiattito e una scatola cranica rotonda. Sono presenti 4 denti superiori unicuspidati su ogni semi-arcata. Le punte dei denti sono pigmentate di rosso-brunastro.
Sono caratterizzati dalla seguente formula dentaria:

### Aspetto
La pelliccia è soffice e densa. Il colore delle parti dorsali è grigio scuro, mentre le parti ventrali sono molto più chiare, dal grigio chiaro al biancastro. La linea di demarcazione lungo i fianchi è netta. Il muso è lungo ed appuntito, gli occhi sono piccoli. Le orecchie sono nascoste nella pelliccia e presentano due valvole situate sull'antitrago e alla base della coclea che chiudono il meato uditivo durante le immersioni. I piedi sono larghi e sono provvisti una frangiatura di lunghi peli lungo i lati fino alle dita. La coda è lunga e in N.fodiens presenta su ogni lato una fila di corte setole. Le femmine hanno 4-5 paia di mammelle.

## Distribuzione
Il genere è diffusa nell'Ecozona paleartica, dalla Penisola Iberica fino alla Siberia nord-orientale, la Penisola coreana e l'isola di Sachalin.

## Tassonomia
Il genere comprende 3 specie.
- Neomys anomalus
- Neomys fodiens
- Neomys teres